# Seciuri
Seciuri – wieś w Rumunii, w okręgu Prahova, w gminie Șotrile. W 2011 roku liczyła 367 mieszkańców.